# Оладжьювон, Хаким
Хаким Абдул Ола́джьювон, или Ола́йджувон (англ. Hakeem Abdul Olajuwon; имя при рождении — Аким Оладжьювон; прозвище «Dream Shake»; род. 21 января 1963 в Лагосе, Нигерия) — нигерийский и американский баскетболист. Был выбран на драфте НБА 1984 года под общим 1-м номером клубом «Хьюстон Рокетс», в составе которого стал двукратным чемпионом НБА. Член Зала славы баскетбола с 2008 года и Зала славы ФИБА с 2016 года. Его считают одним из величайших центровых, а также одним из величайших баскетболистов всех времен.
В октябре 2021 года Оладжьювон был признан одним из величайших игроков лиги всех времен, будучи включенным в состав команды, посвященной 75-летию НБА. Он завершил свою карьеру в качестве абсолютного лидера лиги по количеству блок-шотов (3830) и является одним из четырех игроков НБА, сделавших квадрупл-дабл.

## Карьера

### Ранние годы
Оладжьювон родился в семье Салима и Абике Оладжьювон, представителей рабочего класса йоруба, владельцев цементного бизнеса в Лагосе, Нигерия. Он был третьим из восьми детей. Оладжьювон увлекался футболом, играл на позиции вратаря. Баскетболом начал заниматься только с 15 лет, ещё будучи школьником.

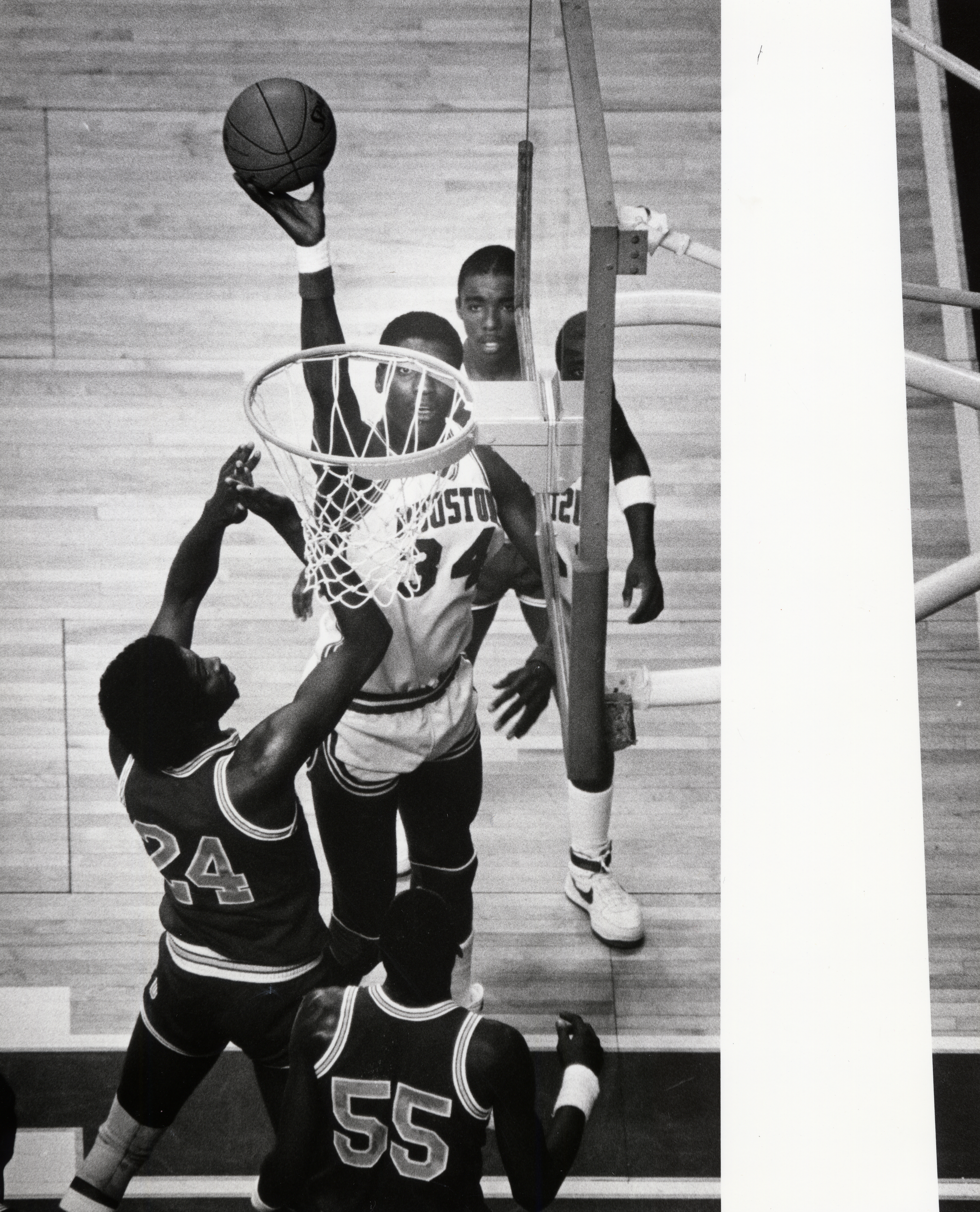
Оладжьювон (с мячом) в составе команда Хьюстонского университета

В США сначала некоторое время был в Нью-Йорке, а оттуда перебрался в Хьюстон. Выступать в студенческой лиге стал только с сезона 1981/82 и сразу вместе с командой вышел в «финал четырёх».

## Профессиональная карьера

### Хьюстон Рокетс (1984—2001)

#### Ранние годы (1984—1987)
В 1984 выбран в первом раунде драфта клубом НБА «Хьюстон Рокетс». В сезоне новичка Оладжьювон набирал в среднем 20,6 очков, 11,9 подборов и 2,68 блок-шота. Он был вторым после Майкла Джордана при выборе «Новичка года». Оладжьювон набирал в среднем 23,5 очка, 11,5 подборов и 3,4 блок-шота за игру во время своего второго профессионального сезона (1985-86). «Рокетс» закончили сезон со счетом 51-31 и прошли весь путь до финала Западной конференции, где встретились с действующим чемпионом «Лос-Анджелес Лейкерс». «Рокетс» довольно легко выиграли серию (4-1). В последних трех играх серии Хаким набрал 40, 35 и 30 очков. «Рокетс» вышли в финал НБА 1986 года, где проиграли в шести играх «Бостон Селтикс», чья команда 1986 года считается одной из лучших команд в истории НБА.

#### Середина карьеры (1987—1993)
В сезоне 1987-88 Сэмпсон, с которым Оладжьювон играл в паре, (он боролся с травмами колена, из-за которых его карьера в конечном итоге преждевременно завершилась) был обменян в команду «Голден Стэйт Уорриорз». Сезон 1988-89 стал первым полноценным сезоном Оладжьювона в качестве бесспорного лидера «Рокетс». Он был лучшим по очкам, подборам, перехватам и блок-шотам. Оладжьювон продемонстрировал исключительные показатели в плей-офф — 37,5 очков и 16,8 подборов в среднем за игру. Тем не менее, «Рокетс» проиграли в первом раунде команде «Сиэтл Суперсоникс» со счетом 3:1.
Сезон 1989-90 стал для «Рокетс» разочарованием. Они закончили сезон со счетом 41-41 и, хотя вышли в плей-офф, проиграли «Лос-Анджелес» в четырех играх. Оладжьювон провел один из самых результативных оборонительных сезонов среди игроков лиги в истории НБА. Он снова выиграл корону НБА по подборам (14,0 за игру), на этот раз с еще большим отрывом — на целых два подбора за игру больше, чем Дэвид Робинсон, и лидировал в лиге по блок-шотам, делая в среднем 4,6 за игру. Он присоединился к Кариму Абдул-Джаббару и Биллу Уолтону как единственные игроки в истории НБА (на тот момент), которые лидировали в лиге по подборам и блок-шотам в одном сезоне. Оладжьювон также сделал квадрупл-дабл в матче против «Милуоки Бакс», став лишь третьим игроком в истории НБА, сделавшим это.
«Рокетс» завершили сезон 1990-91 с результатом 52-30 под руководством «Тренера года НБА» Дон Чейни. Оладжьювон набирал в среднем 21,8 очков за игру в 1990-91, но из-за травмы глазницы, полученной в результате удара локтем Билла Картрайта он не сыграл в достаточном количестве игр (56), чтобы претендовать на титул по подборам. В плей-офф «Рокетс» проиграли «Лос-Анджелес Лейкерс».
Следующий сезон стал худшим для «Рокетс» за то время, что Оладжьювон играл за них. Они закончили сезон со счетом 42-40 и впервые в карьере Оладжьювона пропустили плей-офф. По окончании сезона Оладжьювон запросил обмен отчасти из-за плохого контракта. Его зарплата была значительно ниже для ведущего центрового, а его контракт специально запрещал повторные переговоры. Его агент назвал его разногласия с командой «непримиримыми», и Оладжьювон публично оскорбил владельца Чарли Томаса и руководство команды.
Тем не менее, его не обменяли, и «Рокетс» начали сезон с новым тренером Руди Томьяновичем. В сезоне 1992-93 Оладжьювон улучшил свой пас, установив новый рекорд карьеры — 3,5 передачи за игру. Эта готовность передать мяч увеличила его результативность, усложнив соперникам задачу. Оладжьювон установил новый рекорд карьеры — 26,1 очков за игру. «Рокетс» установили новый рекорд франшизы, одержав 55 побед, и вышли во второй раунд плей-офф, переиграв «Сиэтл Суперсоникс» в седьмой игре и проиграв в овертайме со счетом 103:100. Он занял второе место в гонке за звание MVP, уступив Чарльзу Баркли. В итоге в конце регулярного сезона команда продлила контракт с ним на четыре года. В отличие от предыдущего года, «Рокетс» вошли в сезон 1993-94 годов как команда, находящаяся на подъеме. У них был крепкий костяк из молодых игроков и ветеранов, во главе с Оладжьювоном, который был на пике своей карьеры.

#### MVP и чемпионские годы (1993—1995)

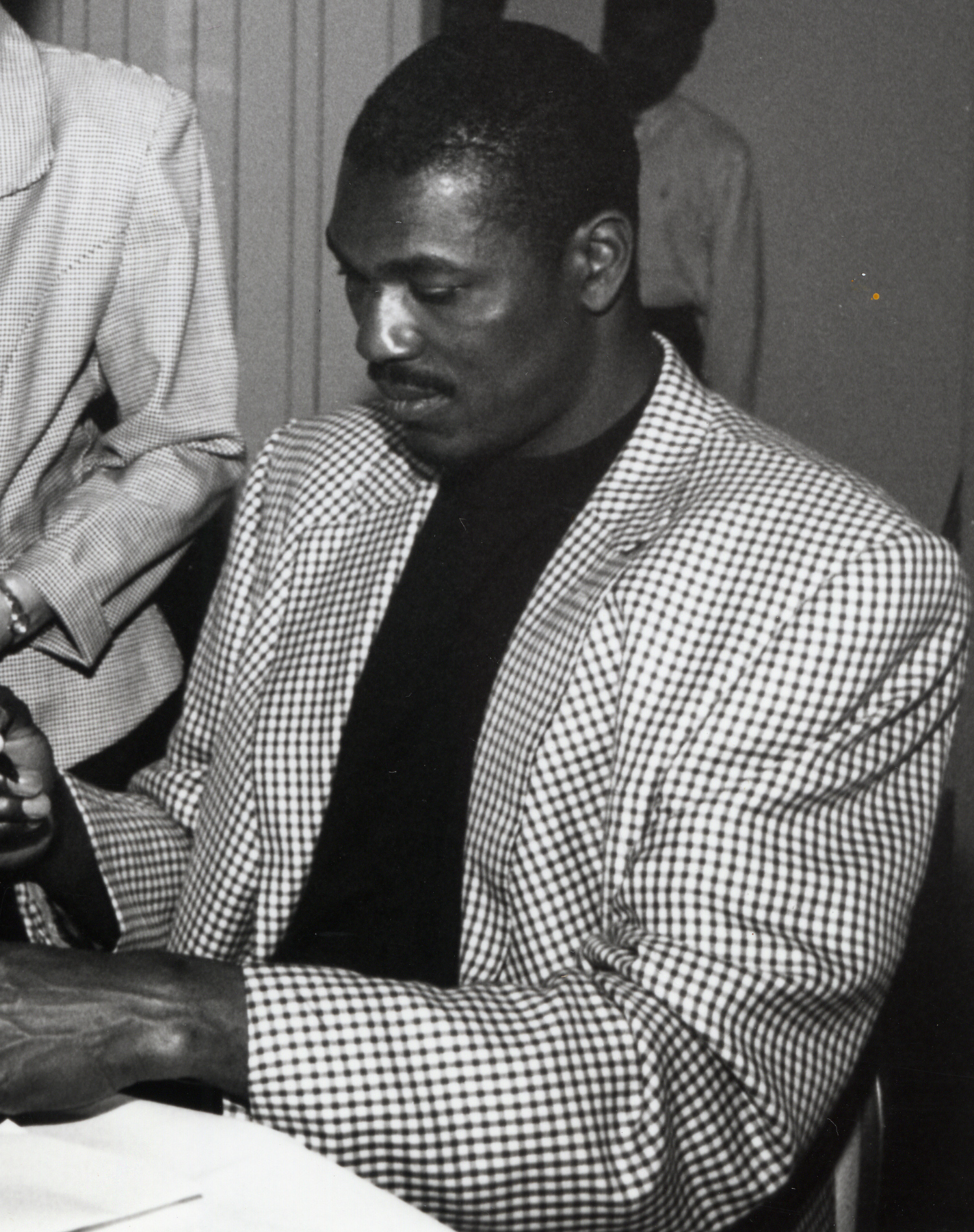
Хаким

Благодаря своей игре в сезонах 1993/94 и 1994/95 годов, Оладжьювон заработал репутацию лучшего клатч-игрока, и одного из лучших центровых в истории. Он обыграл таких центровых, как Патрик Юинг, Дэвид Робинсон, Шакил О’Нил и Дикембе Мутомбо, а также таких звезд защиты, как Деннис Родман и Карл Мэлоун.
Оладжьювон стал чемпионом НБА в 1994 году, обыграв в серии из семи игр «Нью-Йорк Никс», одного из постоянных соперников Оладжьювона со времен его студенческой жизни. В седьмой игре Оладжьювон набрал 25 очков и 10 подборов, что помогло обыграть «Никс», и принести «Хьюстону» победу в чемпионате. Оладжьювон был признан самым ценным игроком финала НБА.
Оладжьювон находился на пике своей карьеры. Он является единственным игроком НБА, который в одном сезоне получил MVP регулярного сезона, титул лучшего защитника и MVP финалов.
1 декабря 1994 года Оладжьювон сделал трипл-дабл — 37 очков, 13 подборов и 12 передач, обыграв «Голден Стэйт Уорриорз» со счетом 113—109. Несмотря на медленный старт команды, а также на то, что Оладжьювон пропустил восемь игр в конце сезона из-за анемии, «Рокетс» повторно стали чемпионами в 1995 году. В финале НБА «Рокетс» обыграли «Орландо Мэджик», который возглавлял молодой Шакил О’Нил. Оладжьювон превосходил О’Нила в каждой игре, набирая более 30 очков в каждой и повышая свой показатель в регулярном сезоне на пять, в то время как результативность О’Нила упала на единицу. Оладжьювон снова был назван MVP финала. В плей-офф 1995 года он набирал в среднем 33,0 очка, 10,3 подбора и 2,81 блок-шота.

#### 1995—2001
Двухлетнее чемпионство «Рокетс» закончилось, когда они вылетели во втором раунде плей-офф НБА 1996 года. Майкл Джордан вернулся после 18-месячного перерыва в марте 1995 года, и в течение следующих трех лет (1996-98) его команда «Чикаго Буллз» доминировала в лиге. «Быки» и «Рокетс» никогда не встречались в плей-офф НБА. В сезоне 1996-97 годов «Рокетс» одержали 57 побед, когда в их состав вошёл Чарльз Баркли. Если в 1995-96 и 1996-97 годах Оладжьювон набирал в среднем 26,9 и 23,2 очка соответственно, то в 1997-98 годах его результативность упала до 16,4 очка. В 1998-99 годах «Рокетс» приобрели ветерана Скотти Пиппена и закончили регулярный сезон, сокращенный из-за локаута, со счетом 31-19. Однако они снова проиграли в первом раунде, на этот раз «Лейкерс». По окончании сезона Пиппена обменяли в «Портленд Трэйл Блэйзерс».

#### Торонто Рэпторс (2001—2002)
Хьюстон начал перестройку, привлекая молодых защитников — Куттино Мобли и новичка Стива Фрэнсиса. 2 августа 2001 года Оладжьювон был обменян в «Торонто Рэпторс» на право выбора в первом и втором раундах драфта-2002. В своей первой игре в составе «Рэпторс» он набрал 11 очков всего за 22 минуты игрового времени. Оладжьювон набирал в среднем 7,1 очков и 6,0 подборов за игру. Это был его последний сезон в НБА, так как осенью 2002 года в возрасте 39 лет он решил уйти из команды из-за травмы спины.

## Профиль игрока
Выступал за команды Национальной баскетбольной ассоциации «Хьюстон Рокетс» (1984—2001) и «Торонто Рэпторс» (2001—2002). Олимпийский чемпион 1996 года в составе сборной США, двукратный чемпион НБА (1994, 1995), самый ценный игрок сезона 1993/1994, дважды, в 1994 и 1995 годах, признавался самым ценным игроком финала НБА, 12 раз входил в символические команды по итогам сезона (1987—89, 1993, 1994, 1997 — первая команда; 1986, 1990, 1996 — вторая команда; 1991, 1995, 1999 — третья команда), 12-кратный участник Матча всех звёзд НБА.
За свою карьеру Оладжьювон набрал 26946 очков, сделал 13747 подборов и 3830 блок-шотов (по этому показателю он удерживает рекорд среди всех игроков НБА). В 1996 году Оладжьювон был включён в список 50 величайших игроков в истории НБА, в 2008 году был введён в Зал славы баскетбола, а в 2016 году — в Зал славы ФИБА.

## Статистика

### Статистика в НБА
| Сезон                                                                                    | Команда | Регулярный сезон | Регулярный сезон | Регулярный сезон | Регулярный сезон | Регулярный сезон | Регулярный сезон | Регулярный сезон | Регулярный сезон | Регулярный сезон | Регулярный сезон | Регулярный сезон | Серия плей-офф | Серия плей-офф | Серия плей-офф | Серия плей-офф | Серия плей-офф | Серия плей-офф | Серия плей-офф | Серия плей-офф | Серия плей-офф | Серия плей-офф | Серия плей-офф |
| Сезон                                                                                    | Команда | GP               | GS               | MPG              | FG%              | 3P%              | FT%              | RPG              | APG              | SPG              | BPG              | PPG              | GP             | GS             | MPG            | FG%            | 3P%            | FT%            | RPG            | APG            | SPG            | BPG            | PPG            |
| ---------------------------------------------------------------------------------------- | ------- | ---------------- | ---------------- | ---------------- | ---------------- | ---------------- | ---------------- | ---------------- | ---------------- | ---------------- | ---------------- | ---------------- | -------------- | -------------- | -------------- | -------------- | -------------- | -------------- | -------------- | -------------- | -------------- | -------------- | -------------- |
| 1984/85                                                                                  | Хьюстон | 82               | 82               | 35,5             | 53,8             | -                | 61,3             | 11,9             | 1,4              | 1,2              | 2,7              | 20,6             | 5              | 5              | 37,4           | 47,7           | -              | 47,8           | 13,0           | 1,4            | 1,4            | 2,6            | 21,2           |
| 1985/86                                                                                  | Хьюстон | 68               | 68               | 36,3             | 52,6             | -                | 64,5             | 11,5             | 2,0              | 2,0              | 3,4              | 23,5             | 20             | 20             | 38,3           | 53,0           | 0,0            | 63,8           | 11,8           | 2,0            | 2,0            | 3,5            | 26,9           |
| 1986/87                                                                                  | Хьюстон | 75               | 75               | 36,8             | 50,8             | 20,0             | 70,2             | 11,4             | 2,9              | 1,9              | 3,4              | 23,4             | 10             | 10             | 38,9           | 61,5           | 0,0            | 74,2           | 11,3           | 2,5            | 1,3            | 4,3            | 29,2           |
| 1987/88                                                                                  | Хьюстон | 79               | 79               | 35,8             | 51,4             | 0,0              | 69,5             | 12,1             | 2,1              | 2,1              | 2,7              | 22,8             | 4              | 4              | 40,5           | 57,1           | 0,0            | 88,4           | 16,8           | 1,8            | 2,3            | 2,8            | 37,5           |
| 1988/89                                                                                  | Хьюстон | 82               | 82               | 36,9             | 50,8             | 0,0              | 69,6             | 13,5             | 1,8              | 2,6              | 3,4              | 24,8             | 4              | 4              | 40,5           | 51,9           | -              | 68,0           | 13,0           | 3,0            | 2,5            | 2,8            | 25,3           |
| 1989/90                                                                                  | Хьюстон | 82               | 82               | 38,1             | 50,1             | 16,7             | 71,3             | 14,0             | 2,9              | 2,1              | 4,6              | 24,3             | 4              | 4              | 40,3           | 44,3           | -              | 70,6           | 11,5           | 2,0            | 2,5            | 5,8            | 18,5           |
| 1990/91                                                                                  | Хьюстон | 56               | 50               | 36,8             | 50,8             | 0,0              | 76,9             | 13,8             | 2,3              | 2,2              | 3,9              | 21,2             | 3              | 3              | 43,0           | 57,8           | 0,0            | 82,4           | 14,7           | 2,0            | 1,3            | 2,7            | 22,0           |
| 1991/92                                                                                  | Хьюстон | 70               | 69               | 37,7             | 50,2             | 0,0              | 76,6             | 12,1             | 2,2              | 1,8              | 4,3              | 21,6             | Не участвовал  | Не участвовал  | Не участвовал  | Не участвовал  | Не участвовал  | Не участвовал  | Не участвовал  | Не участвовал  | Не участвовал  | Не участвовал  | Не участвовал  |
| 1992/93                                                                                  | Хьюстон | 82               | 82               | 39,5             | 52,9             | 0,0              | 77,9             | 13,0             | 3,5              | 1,8              | 4,2              | 26,1             | 12             | 12             | 43,2           | 51,7           | 0,0            | 82,7           | 14,0           | 4,8            | 1,8            | 4,9            | 25,7           |
| 1993/94                                                                                  | Хьюстон | 80               | 80               | 41,0             | 52,8             | 42,1             | 71,6             | 11,9             | 3,6              | 1,6              | 3,7              | 27,3             | 23             | 23             | 43,0           | 51,9           | 50,0           | 79,5           | 11,0           | 4,3            | 1,7            | 4,0            | 28,9           |
| 1994/95                                                                                  | Хьюстон | 72               | 72               | 39,6             | 51,7             | 18,8             | 75,6             | 10,8             | 3,5              | 1,8              | 3,4              | 27,8             | 22             | 22             | 42,2           | 53,1           | 50,0           | 68,1           | 10,3           | 4,5            | 1,2            | 2,8            | 33,0           |
| 1995/96                                                                                  | Хьюстон | 72               | 72               | 38,8             | 51,4             | 21,4             | 72,4             | 10,9             | 3,6              | 1,6              | 2,9              | 26,9             | 8              | 8              | 41,1           | 51,0           | 0,0            | 72,5           | 9,1            | 3,9            | 1,9            | 2,1            | 22,4           |
| 1996/97                                                                                  | Хьюстон | 78               | 78               | 36,6             | 51,0             | 31,3             | 78,7             | 9,2              | 3,0              | 1,5              | 2,2              | 23,2             | 16             | 16             | 39,3           | 59,0           | 0,0            | 73,1           | 10,9           | 3,4            | 2,1            | 2,6            | 23,1           |
| 1997/98                                                                                  | Хьюстон | 47               | 45               | 34,7             | 48,3             | 0,0              | 75,5             | 9,8              | 3,0              | 1,8              | 2,0              | 16,4             | 5              | 5              | 38,0           | 39,4           | 0,0            | 72,7           | 10,8           | 2,4            | 1,0            | 3,2            | 20,4           |
| 1998/99                                                                                  | Хьюстон | 50               | 50               | 35,7             | 51,4             | 30,8             | 71,7             | 9,6              | 1,8              | 1,6              | 2,5              | 18,9             | 4              | 4              | 30,8           | 42,6           | -              | 87,5           | 7,3            | 0,5            | 1,3            | 0,8            | 13,3           |
| 1999/00                                                                                  | Хьюстон | 44               | 28               | 23,8             | 45,8             | 0,0              | 61,6             | 6,2              | 1,4              | 0,9              | 1,6              | 10,3             | Не участвовал  | Не участвовал  | Не участвовал  | Не участвовал  | Не участвовал  | Не участвовал  | Не участвовал  | Не участвовал  | Не участвовал  | Не участвовал  | Не участвовал  |
| 2000/01                                                                                  | Хьюстон | 58               | 55               | 26,6             | 49,8             | 0,0              | 62,1             | 7,4              | 1,2              | 1,2              | 1,5              | 11,9             | Не участвовал  | Не участвовал  | Не участвовал  | Не участвовал  | Не участвовал  | Не участвовал  | Не участвовал  | Не участвовал  | Не участвовал  | Не участвовал  | Не участвовал  |
| 2001/02                                                                                  | Торонто | 61               | 37               | 22,6             | 46,4             | 0,0              | 56,0             | 6,0              | 1,1              | 1,2              | 1,5              | 7,1              | 5              | 0              | 17,2           | 54,5           | -              | 66,7           | 3,8            | 0,4            | 1,4            | 0,8            | 5,6            |
|                                                                                          | Всего   | 1238             | 1186             | 35,7             | 51,2             | 20,2             | 71,2             | 11,1             | 2,5              | 1,7              | 3,1              | 21,8             | 145            | 140            | 39,6           | 52,8           | 22,2           | 71,9           | 11,2           | 3,2            | 1,7            | 3,3            | 25,9           |
| Наведите курсор мыши на аббревиатуры в заголовке таблицы, чтобы прочесть их расшифровку. |         |                  |                  |                  |                  |                  |                  |                  |                  |                  |                  |                  |                |                |                |                |                |                |                |                |                |                |                |

### Статистика в NCAA
| Сезон | Команда | Conf  | Class | GP  | GS | MPG  | FG%  | 3P% | FT%  | RPG  | APG | SPG | BPG | PPG  |
| --- | ------- | ----- | ----- | --- | -- | ---- | ---- | --- | ---- | ---- | --- | --- | --- | ---- |
| 1981/82 | Хьюстон | SWC   | FR    | 29  | 6  | 18,2 | 60,7 |     | 56,3 | 6,2  | 0,4 | 0,9 | 2,5 | 8,3  |
| 1982/83 | Хьюстон | SWC   | SO    | 34  | 34 | 27,4 | 61,1 |     | 59,5 | 11,4 | 0,9 | 1,4 | 5,1 | 13,9 |
| 1983/84 | Хьюстон | SWC   | JR    | 37  |    | 34,1 | 67,5 |     | 52,6 | 13,5 | 1,3 | 1,6 | 5,6 | 16,8 |
| Всего | Всего   | Всего | Всего | 100 | 40 | 27,2 | 63,9 |     | 55,5 | 10,7 | 0,9 | 1,3 | 4,5 | 13,3 |
| Наведите курсор мыши на аббревиатуры в заголовке таблицы, чтобы прочесть их расшифровку Статистика приведена с сайта sports-reference.com |         |       |       |     |    |      |      |     |      |      |     |     |     |      |